# 1978 en chimie
Cet article présente les faits marquants de l'année 1978 en chimie.

## Évènements
- 10e Olympiades Internationales de Chimie, organisées à Torun en Pologne du 3 juillet au 13 juillet[1].
- L'estérification de Steglich est décrite pour la première fois par Wolfgang Steglich (de)[2]. C'est une adaptation d'une méthode plus ancienne pour la formation d'amides en utilisant le dicyclohexylcarbodiimide (DCC) et le 1-hydroxybenzotriazole (HOBT)[3],[4].
- 25 octobre : le biochimiste britannique Frederick Sanger présente les 5 386 séquences de base pour le virus PhiX174 ; premier séquençage entier d'un génome[5].

## Publications
- Union internationale de chimie pure et appliquée (IUPAC) : Compendium of Analytical Nomenclature, 1re édition[6]

## Prix
- Prix Nobel de chimie : Peter D. Mitchell pour sa contribution à la compréhension du transfert de l'énergie biologique par la théorie chimiosmotique[7].
- Prix Wolf de chimie : Carl Djerassi « pour son travail en chimie bioorganique, les applications de nouvelles techniques spectroscopiques, et son soutien à la coopération internationale »[8].
- Prix Procter & Gamble : Harold A. Scheraga[9]
- Prix Anselme-Payen : Howard Rapson[10]
- Médaille Garvan-Olin : Madeleine M. Joullié[11]
- Prix Ernest-Guenther : Koji Nakanishi[12]
- ACS Award in Pure Chemistry : Jesse L. Beauchamp[13]
- Prix Arthur C. Cope : Orville L. Chapman[14]
- Prix Irving-Langmuir : Rudolph A. Marcus[15]
- Médaille Priestley : Melvin Calvin[16],[17],[18]
- Médaille Leverhulme : Frederick Warner[19]
- Médaille Davy : Albert Eschenmoser en reconnaissance de ses contributions remarquables à la chimie organique synthétique moderne, bien illustrées par son impressionnante synthèse totale de la vitamine B12[20],[21].
- Grand prix Pierre-Süe : Michel Franck-Neumann[22]
- Grand prix Achille-Le-Bel : René Hugel[23]
- Claude S. Hudson Award in Carbohydrate Chemistry : Michael Heidelberger[24]
- Médaille William-H.-Nichols : Frank Alden Bovey, II (de)[25]

## Décès
- 11 février : James Bryant Conant (né en 1893), chimiste américain.
- 25 février[26] : Edith Humphrey (née en 1875), chimiste britannique.
- 27 mars : Jean Orcel (né en 1896), physicien, chimiste, minéralogiste et professeur français.
- 22 avril : Karl Lohmann (né en 1898), biochimiste allemand.
- 7 juin : Ronald George Wreyford Norrish (né en 1897), chimiste britannique, prix Nobel de chimie en 1967.
- 13 juillet[27] : Jacques Duclaux (né en 1877), physicien, biologiste, chimiste et professeur français.
- 14 juillet : Henri Moureu (né en 1899), chimiste français, académicien des sciences.
- 22 août : Akira Ogata (né en 1887), chimiste japonais.
- 24 septembre : Ida Noddack Tacke (née en 1896), physicienne et chimiste allemande.
- 22 novembre : Jacques Bergier (né en 1912), ingénieur, chimiste, alchimiste, espion, journaliste et écrivain de nationalité française et polonaise.
- 10 décembre :
  - Nine Choucroun (née en 1896), biochimiste française.
  - Maurice-Marie Janot (né en 1903), chimiste, biologiste et pharmacologue français.
- 11 décembre : Vincent du Vigneaud (né en 1901), biochimiste franco-américain.